# Hörja socken
Hörja socken i Skåne ingick i Västra Göinge härad, ingår sedan 1974 i Hässleholms kommun och motsvarar från 2016 Hörja distrikt.
Socknens areal är 61,00 kvadratkilometer varav 60,00 land. År 2000 fanns här 463 invånare. Kyrkbyn Hörja med sockenkyrkan Hörja kyrka ligger i socknen.

## Administrativ historik
Socknen har medeltida ursprung. 
Vid kommunreformen 1862 övergick socknens ansvar för de kyrkliga frågorna till Hörja församling och för de borgerliga frågorna bildades Hörja landskommun. Landskommunen uppgick 1952 i Tyringe landskommun som 1974 uppgick i Hässleholms kommun. Församlingen uppgick 2010 i Tyringe församling.
1 januari 2016 inrättades distriktet Hörja, med samma omfattning som församlingen hade 1999/2000.  
Socknen har tillhört län, fögderier, tingslag och domsagor enligt vad som beskrivs i artikeln Västra Göinge härad. De indelta soldaterna tillhörde Norra skånska infanteriregementet, Västra Göinge kompani och Skånska husarregementet, Livskvadronen.

## Geografi
Hörja socken ligger nordväst om Hässleholm kring Almaån. Socknen är en småkuperad mossrik skogsbygd.
1927 fanns 203 hästar, 901 nötkreatur, 181 får och 1 189 svin i socknen. Skogs- och ängsmarken har alltid varit dominerande. 1931 uppgick dessa till 3 773 hektar respektive 235 hektar jämfört med 1 077 hektar åker.

## Fornlämningar
Från järnåldern finns två gravfält, domarringar, skeppssättningar och resta stenar.

## Namnet
Namnet skrevs på 1510-talet Hörie och kommer från kyrkbyn. Namnet innehåller hörg/harg, 'stenig mark' alternativ en förkristen sakral plats..